# Babungo (Sprache)
Babungo ist eine Sprache, die von Angehörigen des Stammes der "Babungo", die aus dem gleichnamigen Dorf "Babungo" im Kameruner Grasland stammen, gesprochen wird.
Es ist eine Grasland-Sprache innerhalb der Familie der Benue-Kongo-Sprachen. Häufig findet sich auch die Schreibweise Bamungo.
Die Angehörigen des Babungo-Stammes bezeichnen in ihrer eigenen Sprache ihr Dorf als vengo [vəŋóo] und ihre Sprache als ghang vengo [gháŋ vəŋóo], d. h. "Sprache von vengo". Aus diesem Grunde wird die Babungo-Sprache offiziell auch unter den Begriffen Vengo oder Vengoo gelistet. Weitere alternative Namen für die Babungo-Sprache sind: Vengi, Pengo, Ngo, Nguu, Ngwa, Nge.
Babungo wird von nur ca. 14000 Menschen gesprochen. Weil die Angehörigen des Babungo-Stammes sehr eng beieinander leben und sich quasi nur auf das Dorf Babungo konzentrieren, haben sich lediglich kleinste Dialektvarianten herausgebildet, die kaum nennenswert sind.
Wie alle anderen bantoiden Sprachen (außer Swahili) benutzt die Babungo-Sprache verschiedene Tonhöhen, die, ähnlich wie im Chinesischen, bedeutungsunterscheidend sind. Dabei besitzt die Sprache ein äußerst komplexes Tonsystem: So existieren für die Vokale acht verschiedene Tonhöhen bzw. Tonhöhenfolgen: hoch, mittel, tief, hoch-mittel, hoch-tief, tief-fallend, tief-hoch, tief-hoch-mittel.
Babungo wird von immer mehr Menschen, die ursprünglich dem Babungo-Volk entstammen, nicht mehr gesprochen. Meistens nehmen diese Menschen dann Englisch als ihre Muttersprache an, wenn sie vorwiegend im anglophonen Nordwesten Kameruns verbleiben, ansonsten Französisch, wenn sie sich ins frankophone Kamerun orientieren. Die meisten Menschen im westlichen Kamerun sprechen sowieso auch Kamerunisches Pidgin-Englisch. Da zudem immer mehr Menschen sich von der sehr traditionellen Babungo-Lebensweise distanzieren und es nicht unerhebliche sozio-kulturell bedingte Probleme in ihrer Region gibt, dürfte Babungo in nicht allzu ferner Zukunft zu den vom Aussterben bedrohten Sprachen zählen.